# أل ريختر
أل ريختر (بالإنجليزية: Al Richter) هو لاعب كرة قاعدة أمريكي، ولد في 7 فبراير 1927 في نورفولك في الولايات المتحدة، وتوفي في 29 أكتوبر 2017 في فرجينيا بيتش في الولايات المتحدة.

## وصلات خارجية
- أل ريختر على موقع دوري كرة القاعدة الرئيسي (الإنجليزية)
- أل ريختر على موقعبيزبول رفرنس.كوم (الدوري الرئيسي) (الإنجليزية)
- أل ريختر على موقعبيزبول رفرنس.كوم (الدوري الثانوي) (الإنجليزية)
- أل ريختر على موقع جمعية أبحاث البيسبول الأمريكية (الإنجليزية)